# Velemyšleves-Průmyslová zóna Triangle
Velemyšleves-Průmyslová zóna Triangle je část obce Velemyšleves v okrese Louny. Zahrnuje severozápadní část průmyslové zóny Triangle, která je rozdělena na velemyšleveskou, staňkovickou a bitozeveskou část. Celá průmyslová zóna je umístěna na bývalém vojenském letišti, které bylo mezi lety 2003–2006 zlikvidováno. Prochází zde dálnice D7 a silnice II/607.
Jako samostatná část obce Velemyšleves vznikla k 6. srpnu 2007. V roce 2011 měla 0 obyvatel a nacházelo se v ní 0 domů. Její původní název zněl pouze Průmyslová zóna Triangle, stejně jako u staňkovické části obce. V roce 2018 byl název změněn na jeho současnou podobu.
Dle dostupných informací jde o nejdelší název části obce v České republice, se svými 37 znaky předčí i Novou Ves u Nového Města na Moravě, což je obec s nejdelším názvem v České republice. Název Velemyšleves-Průmyslová zóna Triangle však není utvořen v souladu s pravidly o psaní velkých písmen v názvech obcí a jejich částí. Správně by se mělo psát Velemyšleves-průmyslová zóna Triangle. Rovněž původní název Průmyslová zóna Triangle je z tohoto hlediska chybný, v souladu s pravidly by se mělo psát Průmyslová Zóna Triangle.